# Кам'яно-Брідська сільська рада (Володарсько-Волинський район)
Кам'яно-Брідська сільська рада (Кам'янобрідська сільська рада) — колишня адміністративно-територіальна одиниця та орган місцевого самоврядування у Фасівському і Володарсько-Волинському (Володарському) районах Коростенської й Волинської округ, Київської та Житомирської областей Української РСР з адміністративним центром у селі Кам'яний Брід.

## Населені пункти
Сільській раді на час ліквідації були підпорядковані населені пункти:
- с. Галинівка
- с. Ісаківка
- с. Кам'яний Брід
- с. Копань
- с. Томашівка

## Населення
Кількість населення ради, станом на 1923 рік, становила 2 102 особи, кількість дворів — 337.

## Історія та адміністративний устрій
Створена 1923 року в складі сіл Кам'яний Брід та Кам'янобрідська Рудня Фасівської волості Житомирського повіту Волинської губернії. 7 березня 1923 року увійшла до складу новоствореного Фасівського району Коростенської округи. 23 вересня 1925 року, відповідно до постанови ВУЦВК та РНК «Про зміни в адміністративно-територіальному поділі Житомирської та Коростенської округ», сільську раду передано до складу Володарського (згодом — Володарсько-Волинський) району Волинської округи. Станом на 30 січня 1928 року с. Кам'янобрідська Рудня не перебуває на обліку населених пунктів, на 1 вересня 1941 року на обліку числяться села Копань та Ставок.
Станом на 1 вересня 1946 року сільська рада входила до складу Володарсько-Волинського району Житомирської області, на обліку в раді перебувало с. Кам'яний Брід. С. Копань пропущене в довіднику, с. Ставок не перебуває на обліку населених пунктів.
Станом на 10 лютого 1952 року на обліку в раді числиться хутір Томашівка. 2 вересня 1954 року, відповідно до рішення Житомирського облвиконкому № 1087 «Про перечислення населених пунктів в межах районів Житомирської області», до складу ради включено села Ісаківка Новоборівської сільської ради та Галинівка Фасівської сільської ради Володарсько-Волинського району.
Ліквідована 5 березня 1959 року, відповідно до рішення Житомирського ОВК № 161 «Про ліквідацію та зміну адміністративно-територіального поділу окремих сільських рад області», села Кам'яний Брід, Ісаківка та Томашівка включені до складу Фасівської сільської ради, села Галинівка та Копань — до складу Топорищенської сільської ради Володарсько-Волинського району Житомирської області.